# Liste von Kraftwerken in Myanmar
Die Kraftwerke in Myanmar werden sowohl auf einer Karte als auch in Tabellen (mit Kennzahlen) dargestellt.

## Installierte Leistung und Jahreserzeugung
Im Jahre 2011 lag Myanmar bzgl. der jährlichen Erzeugung mit 7,144 Mrd. kWh an Stelle 108 und bzgl. der installierten Leistung mit 3413 MW an Stelle 85 in der Welt.

## Kalorische Kraftwerke
| Name des Kraftwerks | Inst. Leistung (MW) | Brennstoff | Status     |
| ------------------- | ------------------- | ---------- | ---------- |
| Ahlone              | 154                 | Erdgas     | in Betrieb |
| Hlawga              | 154                 | Erdgas     | in Betrieb |
| Tahyit              | 120                 | Kohle      | in Betrieb |
| Shwedaung           | 080                 | Erdgas     | in Betrieb |

## Wasserkraftwerke
| Name des Kraftwerks | Inst. Leistung (MW) | Fluss      | Status     |
| ------------------- | ------------------- | ---------- | ---------- |
| Baluchaung          | 196                 | Balu       | in Betrieb |
| Mone                | 075                 | Mone       | in Betrieb |
| Paunglaung          | 280                 | Paunglaung | in Betrieb |
| Paunglaung II       | 140                 | Paunglaung | in Bau     |
| Shwegyin            | 079,2               | Shwegyin   | in Betrieb |
| Shweli I            | 600                 | Shweli     | in Betrieb |
| Yeywa               | 790                 | Myitnge    | in Betrieb |
| Zawgyi              | 030                 | Zawgyi     | in Betrieb |

## Geplante Wasserkraftwerke
Bei diesen Wasserkraftwerken ist der derzeitige Status unklar. Es ist nicht sicher, ob sie gebaut werden.
| Name des Kraftwerks | Inst. Leistung (MW) | Fluss     | Status |
| ------------------- | ------------------- | --------- | ------ |
| Myitsone            | 3600                | Irrawaddy | unklar |
| Tasang              | 7110                | Saluen    | unklar |